# The 39 Steps
The 39 Steps (Brasil/Portugal: Os 39 Degraus) é um filme de 1935 do cineasta Alfred Hitchcock, baseado na obra homônima de John Buchan.[carece de fontes?]

## Elenco
- Robert Donat - Richard Hannay
- Madeleine Carroll - Pamela
- Lucie Mannheim - Annabella Smith
- Godfrey Tearle - professor Jordan
- Peggy Ashcroft - Margaret
- John Laurie - John
- Helen Haye - Sra. Louisa Jordan
- Frank Cellier - xerife Watson
- Wylie Watson - Sr. Memory
- Peggy Simpson - empregada
- Matthew Boulton - falso policial